# Waskom, Texas
Waskom là một thành phố thuộc quận Harrison, tiểu bang Texas, Hoa Kỳ. Năm 2010, dân số của xã này là 2160 người.

## Dân số
- Dân số năm 2000: 2068 người.
- Dân số năm 2010: 2160 người.